# Hidra (revista)
La revista Hidra va ser una efímera revista literària i filosòfica. Es va crear el novembre de 1953, a la Facultat de Filosofia i Lletres de la Universitat Central de Barcelona per Sergi Beser i Ortí, Salvador Giner, Jordi Solé i Tura i altres.
Fou punt de trobada d'alguns dels principals intel·lectuals catalans que, posteriorment, confirmarien amb unes trajectòries acadèmiques i professionals de primer ordre uns inicis tan esperançadors. El primer número estava íntegrament dedicat a tractar temes de crítica i teoria literària, amb un notable protagonisme de la poesia, donada la inclusió de petits poemes dels mateixos universitaris i de traduccions de poemes d'autors estrangers. Els següents números de la revista tenien una estructura basada en una combinació d'assaigs sobre literatura, filosofia, belles arts, cinema i teatre, més una selecció de poemes en català i castellà. El to general dels seus articles tenia com a denominador comú la reflexió, sovint a través de l'art. Estava editada pràcticament tota en llengua castellana, amb l'excepció alguns poemes en català.